# Zhuyin
El Zhuyin (abreviatura de 注音符號, Símbols per a marcar sons), conegut com a Bopomofo (pronunciació de les quatre primeres lletres d'aquest alfabet fonèmic xinès, ㄅㄆㄇㄈ) és el sistema nacional de la República de la Xina de transcripció fonètica, usat per a ensenyar llengües xineses (especialment mandarí estàndard) tant per a qui aprén a llegir i escriure com per a qui aprèn a parlar.
Consta de 37 símbols que representen els sons del mandarí: 21 consonants i 16 vocals. Cada símbol representa un grup de sons sense gaire ambigüitat.

## Història
La Comissió de la Unificació de la Pronunciació, dirigida per Woo Tsin-hang de 1912 a 1913, va crear un sistema anomenat Gouyin zimu (国 音 字母 "Lletres de Pronunciació nacional ") o Zhuyin zimu (注音字母 o 注音字母 "Lletres d'anotació de sons") que es basaven en la taquigrafia de Zhang Binglin. Un esborrany va ser presentat l'11 de juliol de 1913 pel Ministeri Nacional d'Educació de la República de la Xina, però no va ser oficialment proclamat fins al 23 de novembre de 1918. El Zhuyin zimu va ser reanomenat a Zhuyin fuhao l'abril de 1930. A la Xina continental, el Zhuyin fuhao va ser reemplaçat pel sistema hanyu pinyin promulgat per la República Popular de la Xina en 1958, però a Taiwan i les altres illes sota la sobirania de la República de la Xina l'ús del Zhuyin fuhao va continuar.
El Ministeri d'Educació de la República de la Xina (govern a Taiwan) va intentar el 1984 eliminar gradualment l'ús del Zhuyin en favor d'un sistema basat en caràcters llatins, el MPS II. Tanmateix, aquesta transició va resultar extremadament difícil, a causa de la dificultat en ensenyar als mestres de les escoles bàsiques un nou sistema romanitzat. A causa d'això, el govern de la República de la Xina finalment va declarar l'any 2000 el MPS-II obsolet. Es va preferir romanitzar a través d'un nou mètode: Tongyong Pinyin, basat aquest en el hanyu pinyin i la pronunciació de l'idioma anglès. No obstant això, al contrari del MPS-II el seu ús a l'ensenyament no era obligatori, on el Zhuyin tornà a ser el mètode més usat. Sense arribar mai a tenir gaire èxit, el 2008 el Tongyong Pinyin es va declarar obsolet i se substituí pel Hanyu pinyin com a sistema oficial de romanització de la República de la Xina, però el Zhuyin segueix sent d'ús oficial com a sistema d'ensenyament a la República de la Xina fins ara.

## Origen dels símbols
No existeix un document oficial que expliqui els detalls dels orígens dels caràcters, però són fàcils d'identificar a partir de caràcters xinesos bàsics. Els símbols zhuyin són principalment fragments de caràcters que contenen el so que cada símbol representa. Per exemple:
- ㄅ (b) ← 包 (bao)
- ㄋ (n) ← 乃 (nǎi)
- ㄒ (x) ← 下 (xia)
- ㄙ (s) ← 私 (si)
- ㄝ (ê) ← 也 (ie)
- ㄞ (ai) ← 亥 (hai)
- ㄟ (ei) ← 飞 (FEI)
- ㄦ (er) ← 儿 (er)

Uns pocs van ser fets afegint traços addicionals, per exemple:
- ㄉ (d) ← 刀 (dao)
- ㄌ (l) ← 力 (li)
- ㄘ (c) ← 七 (CI, ara  qi )

Uns pocs són virtualment idèntics als caràcters xinesos encara en ús, per exemple:
- ㄧ (i) ← 一 (yi)
- ㄚ (a) ← 丫 (ja)

Molts són gairebé idèntics a radicals amb aquests sons, per exemple:
- ㄆ (p) ← 攵 (PU)
- ㄇ (m) ← 冂 (jiōng) que no té el mateix so, però existeix a 冒 (Maó) i 幂 (mi)
- ㄈ (f) ← 匚 (fang)
- ㄎ (k) ← 丂 (kǎo)
- ㄏ (h) ← 厂 (hǎn)
- ㄗ (z) ← 卩 (Zie, ara jié)
- ㄕ (sh) ← 尸 (shi)
- ㄤ (ang) ← 尤 (wang)
- ㄩ (ü) ← 凵 (qu)
- ㄡ (ou) ← 又 (you)
- ㄖ (r) ← 日 (RI)
- ㄔ (chi) ← 彳 (chi)

Altres símbols, principalment vocals, estan basats parcialment o totalment en variants obsoletes de caràcters, per exemple:
- ㄅ (b) ← 勹 (bao); forma antiga de 包
- ㄨ (o) ← 五 (wǔ); probablement un derivat de l'escriptura del segell 篆文
- ㄓ (zh) ← 之 (Zhi); també un derivat de la variant de l'escriptura del segell.
- ㄠ (ao) ← 么 (yao); least, root of 么

## Zhuyin vs. Tongyong Pinyin i Hanyu Pinyin
El Zhuyin i el Pinyin es basen en les mateixes pronunciacions del Mandarí, de manera que hi ha pràcticament una correspondència 1-1 entre els dos sistemes. A la taula de baix, les columnes del 'zhuyin' i 'pinyin' ha equivalència.
【】 Representa la forma usada en combinació amb altres símbols.
| Zhuyin | Tongyong Pinyin | Hanyu Pinyin  | Wade-Giles     | Exemple (Zhuyin, Tongyong) |
| ------ | --------------- | ------------- | -------------- | -------------------------- |
| ㄅ     | b               | b             | p              | 八 (ㄅ ㄚ, b a)            |
| ㄆ     | p               | p             | p '            | 杷 (ㄆ ㄚ, p a)            |
| ㄇ     | m               | m             | m              | 马 (ㄇ ㄚ, m a)            |
| ㄈ     | f               | f             | f              | 法 (ㄈ ㄚ, f a)            |
| ㄉ     | d               | d             | t              | 地 (ㄉ ㄧ, d i)            |
| ㄊ     | t               | t             | t '            | 提 (ㄊ ㄧ, t i)            |
| ㄋ     | n               | n             | n              | 你 (ㄋ ㄧ, n i)            |
| ㄌ     | l               | l             | l              | 利 (ㄌ ㄧ, l i)            |
| ㄍ     | g               | g             | k              | 告 (ㄍ ㄠ, g ao)           |
| ㄎ     | k               | k             | k '            | 考 (ㄎ ㄠ, k ao)           |
| ㄏ     | h               | h             | h              | 好 (ㄏ ㄠ, h ao)           |
| ㄐ     | j               | j             | ch             | 叫 (ㄐ ㄧ ㄠ, j IAO)       |
| ㄑ     | c               | q             | ch '           | 巧 (ㄑ ㄧ ㄠ, c IAO)       |
| ㄒ     | es              | x             | h              | 小 (ㄒ ㄧ ㄠ, s IAO)       |
| ㄓ     | jhih 【jh】     | zhi 【zh】    | Chih 【ch】    | 主 (ㄓ ㄨ, jh o)           |
| ㄔ     | Chih 【ch】     | txi 【ch】    | ch'ih 【ch '】 | 出 (ㄔ ㄨ, ch o)           |
| ㄕ     | shih 【sh】     | shi 【sh】    | shih 【sh】    | 束 (ㄕ ㄨ, sh o)           |
| ㄖ     | Rih 【r】       | ri 【r】      | Jih 【j】      | 入 (ㄖ ㄨ, r o)            |
| ㄗ     | zih 【z】       | zi 【z】      | Tzu 【ts】     | 在 (ㄗ ㄞ, z ai)           |
| ㄘ     | CIH 【c】       | ci 【c】      | tz'û 【ts '】  | 才 (ㄘ ㄞ, c ai)           |
| ㄙ     | SIH 【s】       | si 【s】      | SSU 【s】      | 塞 (ㄙ ㄞ, s ai)           |
| ㄧ     | yi 【i】        | yi 【i】      | yi 【i】       | 逆 (ㄋ ㄧ, n i )           |
| ㄨ     | wu 【o】        | wu 【o】      | wu 【o】       | 努 (ㄋ ㄨ, núm o )         |
| ㄩ     | yu 【o, yu】    | yu 【o, ü】   | Yü 【ü】       | 女 (ㄋ ㄩ, núm yu )        |
| ㄚ     | a               | a             | a              | 大 (ㄉ ㄚ, d a )           |
| ㄛ     | o               | o             | o              | 多 (ㄉ ㄨ ㄛ, du o )       |
| ㄜ     | i               | i             | i              | 得 (ㄉ ㄜ, d i )           |
| ㄝ     | i               | ê             | eh             | 爹 (ㄉ ㄧ ㄝ, di i )       |
| ㄞ     | ai              | ai            | ai             | 晒 (ㄕ ㄞ, sh ai )         |
| ㄟ     | ii              | ii            | ii             | 谁 (ㄕ ㄟ, sh ii )         |
| ㄠ     | ao              | ao            | ao             | 少 (ㄕ ㄠ, sh ao )         |
| ㄡ     | ou              | ou            | ou             | 收 (ㄕ ㄡ, sh ou )         |
| ㄢ     | an              | an            | an             | 山 (ㄕ ㄢ, sh an )         |
| ㄣ     | a               | a             | a              | 申 (ㄕ ㄣ, sh en )         |
|        | Yin 【in】      | yin 【in】    | yin 【in】     | 音 (ㄧ ㄣ, i in )          |
|        | Wun 【1:00】    | wen 【01:00】 | wen 【1:00】   | 文 (ㄨ ㄣ, w un )          |
|        | Yun 【un, Yun】 | Yun 【1】     | yun 【un】     | 韵 (ㄩ ㄣ, i un )          |
| ㄤ     | ang             | ang           | ang            | 上 (ㄕ ㄤ, sh ang )        |
| ㄥ     | eng             | eng           | eng            | 生 (ㄕ ㄥ, sh eng )        |
|        | Ying 【ing】    | ying 【ing】  | ying 【ing】   | 英 (ㄧ ㄥ, i ing )         |
|        | Wong 【ong】    | Weng 【ong】  | ng 【ung】     | 翁 (ㄨ ㄥ, w ong )         |
|        | Yong            | yong 【iong】 | Yung 【iung】  | 永 (ㄩ ㄥ, yong )          |
| ㄦ     | er              | er            | erh            | 而 (ㄦ, er )               |